# Arkivmetern

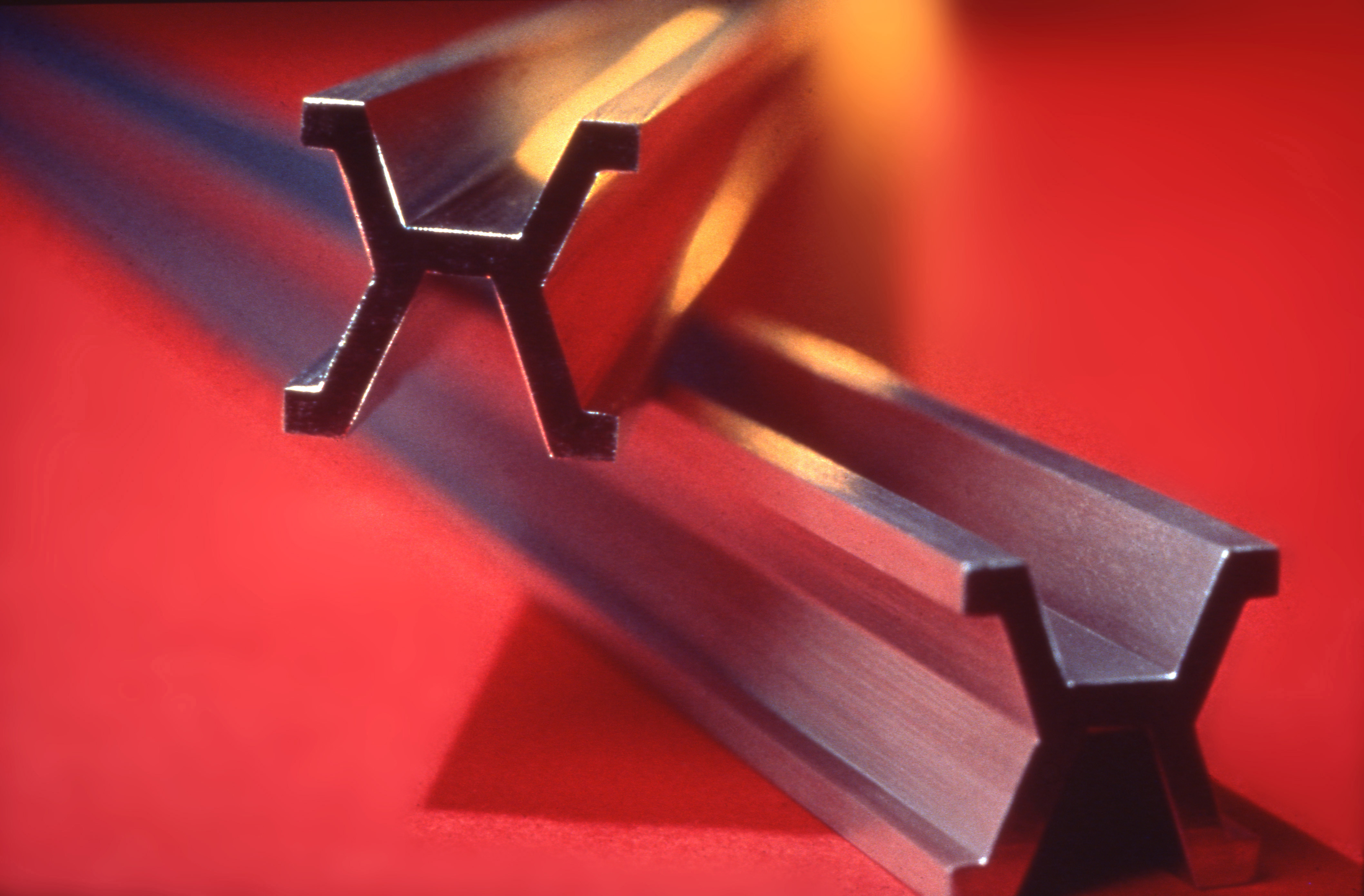
Arkivmetern, gjord av en legering bestående av 90 % platina och 10 % iridium, användes som standardlikare mellan 1889 och 1960.

En meter definierades ursprungligen som en tio-miljondel av avståndet mellan nordpolen och ekvatorn vid en utmätt meridian mellan Dunkerque och Barcelona. På basis av en astronomisk kvadrantmätning tillverkades en meterprototyp 1799, som förvarades i Archives de la République i Paris.
På grund av svårigheten att exakt mäta totallängden på en metallstång, som på prototypen från 1799, konstruerades arkivmetern om 1889 till att vara avståndet mellan två precisionsmärken på en 102 centimeter lång stång med X-profil, gjord av en legering av platina och iridium, vid 0 °C. 
Arkivmetern förvarades hos Internationella byrån för mått och vikt (BIPM) i Pavillon de Breteuil i Sèvres nära Paris. Utvalda metrologister från olika länder tilläts att resa dit för att duplicera märken på sina egna meterlikare för regionalt och nationellt bruk.
Arkivmetern från 1889 fungerade som standardmeter fram till 1960, när standardmetern omdefinierades utifrån våglängd av strålning som avges av isotypen krypton-86. Metern omdefinierades återigen 1983 genom beräkningar utifrån ljusets hastighet: ljusets hastighet definieras som 299 792 458 m/s i vakuum och används för att indirekt beräkna längden på metern.
För att omsätta ljusets hastighet till en normalmeter används numera laser, i respektive länder. Eftersom metern är knuten till en naturkonstant finns inte längre någon "världsnormal", utan olika länders realiseringar kontrolleras genom att man gör jämförelsemätningar mellan olika länder.

## Den första arkivmetern
Den 26 mars 1791 beslutade den konstituerande församlingen i Paris, på förslag av den franska vetenskapsakademin, om införandet av en ny universell längdenhet. Den nya längdenheten skulle motsvara ett mått på tio miljondelar av jordkvadranten (avståndet från polen till ekvatorn). Meridianbågen mellan Dunkerque och Barcelona (Parismeridianen) skulle mätas på nytt av de två franska astronomerna Delambre och Méchain, men i tumultet av den franska revolutionen blev inte arbetet klart innan 1798. År 1791 avvisades en annan definition som föreslogs av Charles Maurice de Talleyrand och Thomas Jefferson baserad på en sekundpendel, eftersom denna metod skulle ha påverkats av lokala gravitationsvariationer. 
Den 1 augusti 1793 (under franska revolutionen) blev detta längdmått, på förslag kallat Bordas meter, antaget i Nationalkonventet, men med ett provisoriskt värde av 443,440 parisiska linjer, vilket är knappt 1000,325 millimeter. Baserat på detta värde gjordes år 1795 den första prototypen av mässing.

## Den andra arkivmetern
Efter avslutad triangulering mellan Dunkerque och Barcelona tillverkades den andra, så kallade slutgiltiga, arkivmetern av platina. Den blev klar den 22 juni 1799 och förvarades i ett låst plåtskåp i det franska nationella arkivet. Idag förvaras den i ett valv hos Internationella byrån för mått och vikt (BIPM) i förorten Sèvres strax utanför Paris.
Även om arkivmetern är väldigt exakt tillverkad avviker den dock från den önskade tio miljondel av avståndet från ekvatorn till polen, med senare mätningar av det verkliga kvadrantmåttet. Enligt WGS84 är avståndet mellan ekvatorn och nordpolen ungefär 10001,966 kilometer vid den aktuella meridianen. Antagandet av denna meterstandarden skedde den 20 maj 1875 på "Internationella meterkonventionen" av sjutton stater (numera utökat till 51 stater).

## Den tredje arkivmetern
Den 26 september 1889 ersattes standardmetern i samband med den allmänna konferensen för vikt och mått vid CGPM. Denna tredje arkivmeter tillverkades av en legering av 90 procent platina och 10 procent iridium och är kalibrerad vid 0 °C. Denna 102 centimeter långa normalmeter har ett X-format tvärsnitt, med en dimensionen på 20 × 20 millimeter. Legeringen valdes på grund av att den är mycket motståndskraftig emot oxidation, är hård, kan blankpoleras och är mindre känslig för längdavvikelser i samband med temperaturförändringar.
Denna arkivmeter hade en noggrannhet på 10  -7  och var ungefär tre skalor (order of magnitude) mer exakt än standardmetern från 1799. Kopior av denna arkivmeter sändes ut till medlemsstaterna.

## Officiella arkivmeter
Parallellt med tillverkningen av 1889 års arkivmeter som förvaras i Paris, med enhetsbeteckningen 0, tillverkades ytterligare 30 numrerade exemplar av standardmetern, vilka lottades ut till medlemsstaterna. Sverige fick No. 29, vars längd var 1 meter minus 2,50 mikrometer.

## Våglängd av Krypton-86
Den fysiska arkivmetern ersätts 1960, av den allmänna konferensen för vikt och mått vid CGPM. En standardmeter definieras nu som en längd motsvarande 1 650 763,73 våglängder i vakuum för strålningen som motsvarar atomen av den nuklida krypton-86 övergång från tillstånd 5d5 till tillstånd 2p10. Genom denna metod uppnåddes noggrannheten 10-8.

## Ljushastigheten
Likt tidigare arkivmetrar i SI blev även våglängdsmätningen oprecis med tiden, som nu mätes med atomur. Sedan 1983 definieras därför basenheten meter enligt följande:
1 meter är den sträcka som ljuset färdas i vakuum på  1 / 299 792 458-dels sekund.
Det "udda" värde för den angivna ljushastigheten i vakuum valdes för att minimera avvikelser från det gamla systemet, det vill säga en beräkning av denna tid skulle innebära nästan samma värde som skulle bli resultatet av en jämförelse med arkivmetern. Det är helt irrelevant om avståndet (x) eller en tidsperiod (t) används som ett mått på längd, eftersom dessa två variabler genom ljushastigheten i vakuum ({\displaystyle c_{0}}) relaterar med varandra genom formeln
{\displaystyle x=c_{0}\cdot t\,}
Med hjälp av ljushastigheten i vakuum kan tid och rumsvariabler mötas. Ett ljusår är till exempel, sträckan som ljuset färdas under ett jordår: cirka 9 460 730 472 580 800 meter eller cirka 9 461 biljoner kilometer
Alla definitionsförändringar sedan 1799, har strävat mot att uppnå en högre precision. Ingen förändring har syftat till att mer i detalj försöka uppnå det ursprungliga delmåttet mellan nordpolen och ekvatorn.